# Pimachrysa intermedia
Pimachrysa intermedia is een insect uit de familie van de gaasvliegen (Chrysopidae), die tot de orde netvleugeligen (Neuroptera) behoort. 
Pimachrysa intermedia is voor het eerst wetenschappelijk beschreven door Adams in 1967.